# 點字機
點字機（braille typewriter、Perkins Brailler；柏金斯點字機）為了使書寫點字更方便和快速，為美國的盲人機構柏金斯啟明學校的校長"加布里埃爾·法瑞爾"(Gabriel Farrell)請求該校的木工教師"大衛·亞伯拉罕"(David Abraham)和數學教師"愛德華·沃特豪斯"(Edward Waterhouse)着手設計這機器，並於1951年成功製成柏金斯點字打字機。在這數十年來，這點字機已賣至餘170個國家，賣出超過280,000台。
點字機的主要按鈕有分別代表一至六點的按鈕，一個空格鍵，一個下行鍵，一個返回鍵。通過同時按下相應點數的按鍵便能在紙上刻上點字，比起使用點字板續點的刻快得多。

## 參閲
- 點字
- 點字顯示機
- 盲用電腦系統
- 蒙巴頓點字機（英语：Mountbatten Brailler）

## 外部連結
- Perkins Brailler （页面存档备份，存于）
- Perkins Brailler Website
- Perkins School for the Blind （页面存档备份，存于）
- Perkins Brailler Product Comparisons
- Perkins Brailler Manual(PDF)
- 柏金斯點字機(Perkins Brailler) （页面存档备份，存于）
- "About Perkins Braillers" （页面存档备份，存于） at Perkins School for the Blind
- Braille Writer Simulator online
- Braille-n-Print converter
- Perkin SMART Brailler websiteArchive.today的存檔，存档日期2013-04-15